# Vill du
Vill du är den svenska artisten Li Bergs debutalbum, utgivet 1984. Från albumet utgavs singeln "The smørgasbord".

## Låtlista
Alla låtar är skrivna av Li Berg, Torkel Odéen och Dick Berglund, där inget annat anges.
Sida A
1. "Vill du" – 3:56
2. "The smørgasbord" – 6:25
3. "Olo's bar" (Berglund, Odéen) – 3:46
4. "Hemlighet" (Berg, Berglund, Rydberg) – 3:54

Sida B
1. "Alla sånger" – 3:21
2. "Pokerface" – 4:13
3. "Deckare på TV" – 3:13
4. "Video" (Berg, Odéen) – 3:11
5. "Det ögon inte ser" – 4:49

## Musiker
- Li Berg – sång
- Fred Dahllöf – akustiska trummor, Simmons eltrummor, percussion
- Mats Granberg – gitarr, körsång, DMX-claps
- Dick Berglund – bassynthesizer, flygel, orgel, keyboard, synthesizer, körsång, mungiga
- Hasse Arell – tenorsax på "Video"